# Markus Schlichter
Markus Schlichter (* 19. März 1988 in Nürtingen) ist ein deutscher Tischtennis-Spieler. Er spielt zurzeit (Saison 2013/14) beim TSV Wendlingen in der Regionalliga.

## Karriere
Markus Schlichter begann seine Karriere beim TV Unterboihingen. 1998 wurde er im Doppel zusammen mit T.Krammer deutscher Schülermeister. Er wechselte in der Saison 2004/2005 vom TSV Wendlingen zum TTC Frickenhausen, wo er nun in der 2. Mannschaft in der 2. Tischtennis-Bundesliga spielt. Im März gewann er die Slovenian Open der Jugend im Einzel (im Finale 3:0 gegen Uros Gordic aus Serbien) und mit der Mannschaft (im Finale 3:2 gegen Dänemark). In der deutschen Rangliste der Herren steht er derzeit (Mai 2006) auf Platz sieben.
2006 wurde er bei den Deutschen Jugend-Meisterschaften Dritter im Einzel, Doppel (mit Hendrik Fuß) und Mixed (mit Laura Matzke). Weitere Erfolge sind:
- Gewinner Slovenian Open Jungen-Einzel und -Mannschaft 2006
- Gewinner Luxemburg Open Jungen-Einzel 2005
- Gewinner DTTB-Top 16 Jungen 2005

Am 29. August 2008 wurde Markus Schlichter Vizemeister bei den Porec Open hinter Benjamin Gerold. Seit der Saison 2008/09 spielt er wieder beim TSV Wendlingen.

## Turnierergebnisse
| Verband | Veranstaltung                         | Jahr | Ort      | Land | Einzel | Doppel | Mixed | Team |
| ------- | ------------------------------------- | ---- | -------- | ---- | ------ | ------ | ----- | ---- |
| GER     | Jugend-Europameisterschaft (Junioren) | 2006 | Sarajevo | BIH  |        |        |       | 1    |